# Мелёжа (деревня)
Мелёжа — деревня в Киржачском районе Владимирской области России, входит в состав Филипповского сельского поселения.
Не следует путать с расположенной восточнее деревней Мележи.

## География
Деревня расположена на берегу реки Мелёжа в 5 км на юго-запад от центра поселения села Филипповское и в 24 км на юго-запад от Киржача.

## История
На карте А. И. Менде изданной в середине XIX века отмечена, как «Александровка (Мележа)».
Деревня основана на Стромынском тракте в начале XIX века. Населили её выходцы из соседних деревень имевшие торговые интересы и занимавшиеся созданием и обслуживанием постоялых дворов. Свободной земли около Мелёжи почти не было, поэтому крестьяне её арендовали у помещика. После строительства Московско-Нижегородского шоссе содержание постоялых дворов стало не выгодным и население деревни стало заниматься преимущественно шёлково-бархатным ткачеством.
В конце XIX — начале XX века деревня входила в состав Филипповской волости (упоминается в списке 1896 года, в списке населённых пунктов Филипповской волости 1905 года отсутствует) Покровского уезда, с 1926 года в составе Александровского уезда.
В середине XIX века в деревне Мелёжа впервые в Покровском уезде появилось производство салфеток. Деревня располагается в 10 верстах от Фрянова, где в начале века находилась посессионная фабрика дворян Лазаревых. На этой фабрике ткались салфетки, шерстяные и шёлковые ткани. Впоследствии фабрика была оборудована картонными станками Жекарда и продана купцу Рогожину. В то время станки Жекарда были редкостью и Рогожин до открытия производства заколотил фабрику. Крестьянин деревни Мелёжи Семён Лемехов подкупил фабричного сторожа и, проникнув в ткацкую, осмотрел устройство станка и, будучи хорошим механиком-самоучкой, сам построил ткацкий станок Жекарда. Долгое время Лемехов считался лучшим салфеточным фабрикантом и поставлял товар московскому купцу Третьякову.
Фабрика Семёна Лемехова была центром, откуда ткачество салфеток распространилось по соседним селениям Филипповской волости (Чернево, Филипповское, Захарово) и проникло в Александровский уезд (Соколово, Петраково).
К концу XIX века в уезде было около 35 производств, 12 помещались в жилых избах, а остальные 23 в ткацких светёлках.
С 1885 года в деревне располагалась бумажно-салфеточная фабрика крестьянина Викентия Андреевича Лемехова. По данным на 1900 год на фабрике работало 10 рабочих.
С 1830 года близ деревни располагался Захаровский медно-латунный завод потомственного почётного гражданина Александра Григорьевича Кольчугина. На нём в 1900 году работало 285 рабочих. За 1897 год завод произвёл: тазов — 6037, ступок — 1266, крышек самоваров — 10 117, корпусов самоваров — 3255, кастрюль — 1482, чайников — 1000 и прочих изделий на 3031 пудов.
В 1859 году в деревне числилось 25 дворов; в 1896 году — 38 дворов, 159 жителей, в 1905 году — 44 двора, в 1926 году — 59 дворов.
С 1929 года деревня являлась центром Мелёжского сельсовета Киржачского района, с 1940 года — в составе Филипповского сельсовета, с 2005 года — в составе Филипповского сельского поселения.

## Население
| 1859 | 1905 | 1926 | 2002 | 2010 | 2021 |
| ---- | ---- | ---- | ---- | ---- | ---- |
| 130  | ↗409 | ↘291 | ↘90  | ↘68  | ↘62  |